# Brett Favre
Brett Lorenzo Favre, född den 10 oktober 1969 i Gulfport i Mississippi, är en amerikansk före detta professionell quarterback i amerikansk fotboll som spelade 20 säsonger i National Football League (NFL) 1991–2010.

## Biografi
Efter ett år i Atlanta Falcons spelade Favre från 1992 till 2007 med Green Bay Packers.
Inför säsongen 2008 gick Favre i pension, men ångrade sig sedan, varpå hans klubb Green Bay Packers inte ville ha honom tillbaka. Frågan blev mycket infekterad, då Favre sågs som ikonen för amerikansk fotboll i Green Bay. Det var redan förberett för en pensionering av hans tröjnummer 4 vid säsongspremiären mot Minnesota Vikings på berömda Lambeau Field, en match som var tänkt att sändas i nationell tv i Monday Night Football. Lösningen på Packers dilemma blev en trejd med New York Jets, där han spelade säsongen 2008. Året efter lämnade Favre Jets för att spela för Packers ärkerivaler Minnesota Vikings, där han spelade två säsonger.
Favre satte en mängd rekord i NFL, bland annat med att vara först att nå 70 000 passade yards. Han vann Super Bowl XXXI (säsongen 1996) med Green Bay Packers.
År 1998 medverkade han som sig själv i filmen Den där Mary.